# Eugénie Grandet (film, 1921)
Pour les articles homonymes, voir Eugénie Grandet (homonymie).
Pour plus de détails, voir Fiche technique et Distribution.
Eugénie Grandet (titre original : The Conquering Power) est un film américain, sorti en 1921, réalisé  par Rex Ingram d'après le roman Eugénie Grandet d'Honoré de Balzac.

## Synopsis
Le très avare Félix Grandet est censé prendre son neveu Charles Grandet sous sa protection après la mort de son père. En réalité, le père Grandet, pourtant immensément riche, détourne l'héritage de Charles.
La fille du père Grandet, Eugénie, tombe amoureuse de Charles et les deux jeunes gens conviennent de se marier. Mais Charles, ruiné, est obligé de s'expatrier pour refaire fortune. D'autre part, Félix Grandet est persuadé qu'Eugénie n'est pas sa fille naturelle, aussi, il harcèle madame Grandet jusqu'à ce que celle-ci meure de chagrin.
Le père Grandet, qui contemple ses écus régulièrement, se trouve un jour enfermé dans sa chambre aux trésors et devient à peu près fou. Après sa mort, Eugénie se trouve à la tête d'une confortable fortune. Elle peut même aider Charles à liquider les dettes de son père. Grandet fait croire à Charles qu'Eugénie a épousé quelqu'un d'autre. Mais Charles revient et le couple est uni.

## Fiche technique
- Titre : The Conquering Power
- Réalisation : Rex Ingram
- Adaptation :  June Mathis d'après Eugénie Grandet d'Honoré de Balzac
- Photographie : John F. Seitz
- Producteur : Rex Ingram
- Pays de production :   États-Unis
- Format : Noir et blanc — 35 mm — 1,33:1 — Muet
- Genre : Film dramatique
- Durée : 89 minutes
- Date de sortie : 
  - États-Unis : 8 juillet 1921

## Distribution
- Alice Terry : Eugénie Grandet
- Rudolph Valentino : Charles Grandet
- Ralph Lewis : Félix Grandet
- Carrie Daumery : madame Grandet
- Bridgetta Clark : madame des Grassins
- Mark Fenton : monsieur des Grassins
- Eric Mayne : Victor Grandet
- Edward Connelly : maître Cruchot
- George Atkinson : Bonfons Cruchot

Acteurs non crédités :
- John George : un villageois
- Rolfe Sedan : le prétendant d'Annette